# Colun, Sibiu
Colun (în dialectul săsesc Kellen, în germană Kellen, în maghiară Kolun) este un sat în comuna Porumbacu de Jos din județul Sibiu, Transilvania, România.

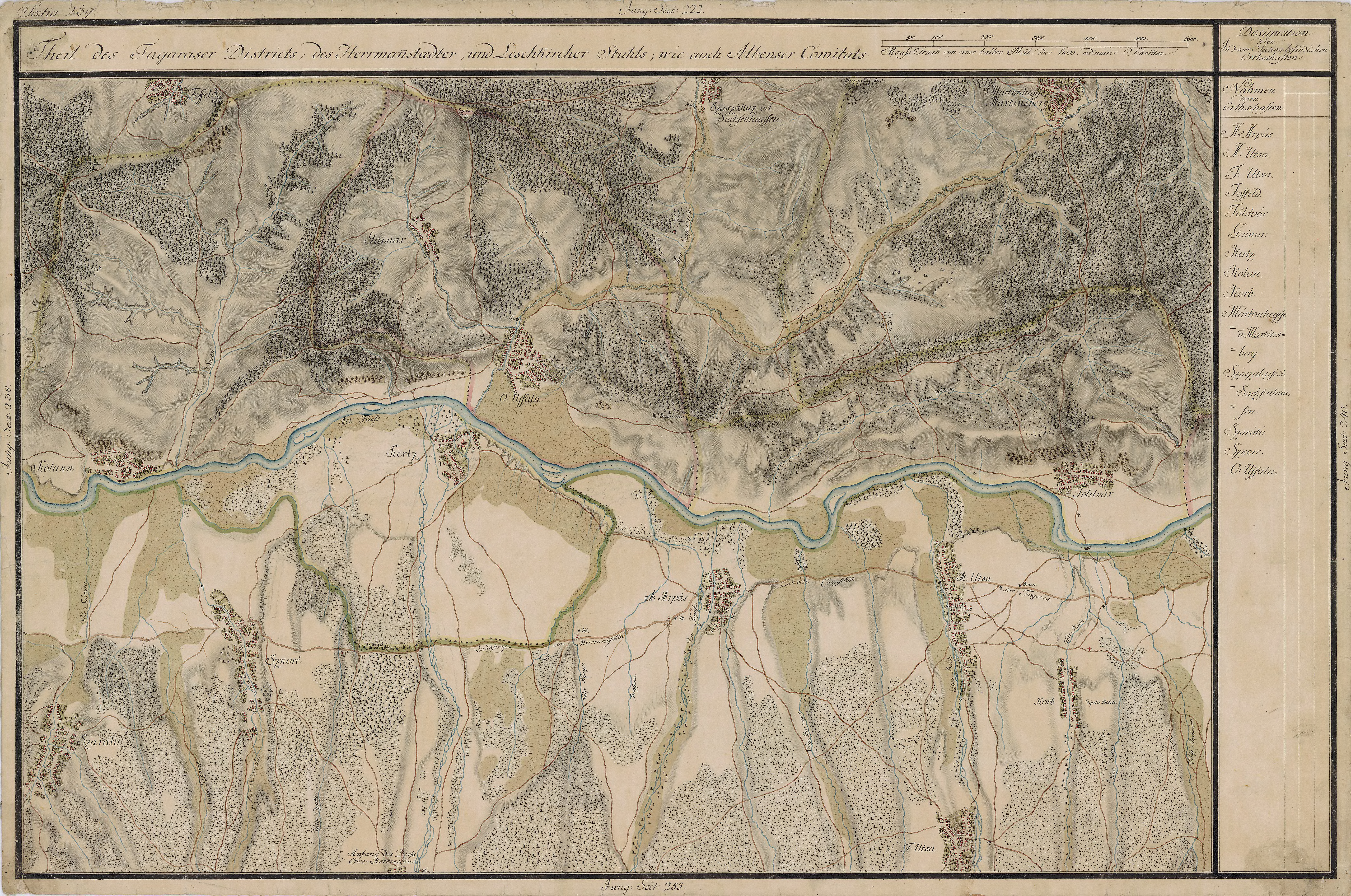
Colun în Harta Iosefină a Transilvaniei, 1769-1773

## Originea denumirii localității
Numele localității face referire la denumirea măgarului sălbatic, colunul.

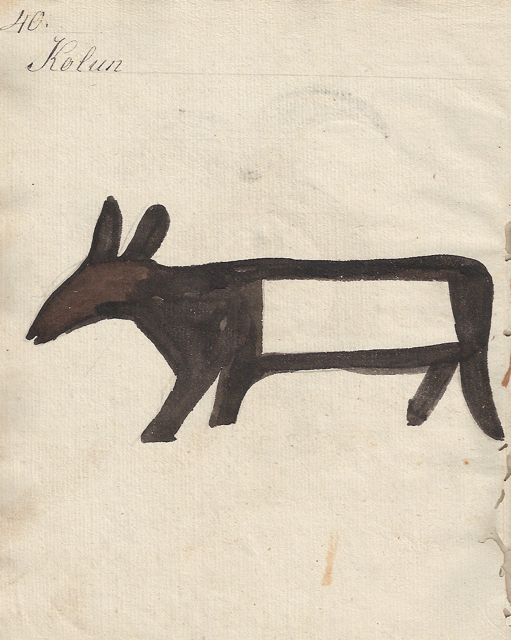
1826 - Danga pentru vitele din Colun